# 徳島県立城ノ内中等教育学校
徳島県立城ノ内中等教育学校（とくしまけんりつじょうのうちちゅうとうきょういくがっこう、英称：Tokushima Prefectural Johnouchi Secondary School）は、徳島県徳島市北田宮にある徳島県立中等教育学校。徳島県の学業分野におけるリーディングハイスクール指定校。

## 概要
徳島県立城ノ内中等教育学校は、1980年に開校した徳島県立城ノ内高等学校と2004年に開校した徳島県立城ノ内中学校を前身とし、2020年徳島県初の中等教育学校として開校した。

### 教育方針
- 高い志をもって社会の平和と発展に貢献できる人材の育成

―豊かな人間性、国際性、創造性を育む中高一貫教育―

## 沿革

### 略歴
徳島県立城ノ内中等教育学校の歴史は、1979年11月に設立された徳島県立城ノ内高等学校に始まる。その後、2003年11月に徳島県立城ノ内中学校が併設された。2020年、それまでの城ノ内中学校および高等学校の後継となる形で城ノ内中等教育学校が開校された。開校と同時に城ノ内中学校は16年の歴史に幕を下ろし、在校生は城ノ内中等教育学校に編入した。城ノ内高等学校は2019年度を最後に新入生の受付を廃止し、2023年に完全移行により閉校した。それに伴い、校歌の歌詞が「三年(みとせ)」から「六年(むとせ)」に変更された。

### 年表
- 1979年11月1日 - 徳島県立城ノ内高等学校設置
- 1980年4月8日 - 徳島県立城ノ内高等学校の第一回入学式が行われる
- 2003年11月1日 - 徳島県立城ノ内中学校設置
- 2004年4月8日 - 徳島県立城ノ内中学校の第一回入学式が行われ、中高一貫教育を開始
- 2019年11月1日 - 徳島県立城ノ内中等教育学校設置[2]
- 2020年
  - 4月1日 - 徳島県立城ノ内中学校閉校[3]
  - 4月8日 - 徳島県立城ノ内中等教育学校の第一回入学式が行われる
  - 10月17日 - 教頭が酒気帯び運転で事故を起こし、12ヵ月の停職処分となる
- 2023年4月1日 - 徳島県立城ノ内中等教育学校として完全移行

## 基礎データ

### 所在地
- 徳島県徳島市北田宮1丁目9番30号

### 通学区域
- 徳島県全域　北は鳴門市から南は阿南市から西は吉野川市から生徒が通っている

### アクセス
- 徳島市バス東田宮バス停下車、徒歩10分
- 徳島バス吉野橋バス停下車、徒歩10分
- JR佐古駅下車、徒歩20分　自転車15分
- JR徳島駅下車、徒歩30分　自転車20分

### 象徴
校章
校章は三つの小さな実をつけて3枚の葉がまっすぐに伸びたやまももをモチーフにしている。3枚のそれぞれの葉は、「自主」「協同」「前進」を、3つの実は「知」「徳」「体」を表している。1966年、やまももが徳島県の木に指定されたが、城ノ内高等学校開校時点では、まだ県内にやまももを校章にモチーフした高校がなかったため、校章に使うことに決めた。
校歌
校歌は校歌制定委員会が作詞し、三木稔が作曲している。
2023年の中等教育学校完全移行に伴い、歌詞の「三年(みとせ)」が「六年(むとせ)」に変更された。
イメージキャラクター
イメージキャラクターは生徒の投票によってえらばれた「うっちーな」である。

### 制服
- 夏服
  - 男子 半袖・長袖シャツ、スラックス
  - 女子 半袖・長袖ブラウス、チェック柄スカート
- 冬服     
  - 男子 紺色ブレザー、スラックス、ネクタイ[注釈 2]
  - 女子 紺色ブレザー、ストライプ柄スカート、リボン[注釈 3]
- 合服
  - 男子 セーターまたは冬服その他冬服に同じ
  - 女子 ベストまたはセーターその他冬服に同じ

### 施設
- 管理棟
- 東教室棟
- 特別教室棟
- 北教室棟
- 南教室棟
- 前期課程
- 体育館
- 体育部会
- 研修館
- 艇庫

### 教育課程
前期課程
1学年から3学年が該当し、週33時間授業を行う。また、英語、数学、国語、理科に関しては、中学校に当たる学習範囲を3学年1学期に終わらせ、2学期より高校に当たる学習範囲を先取り学習する。
後期課程
4学年から6学年が該当し、前期課程の生徒は原則ここに属する。また外部からの生徒を入れない。週35時間授業を行う。また、前期課程から始まっている先取り学習も引き続き行われる。

## 学校行事[4]
( )内は学年、何も無いのは全学年共通
※現在（2021）では新型コロナ感染症の影響によりほとんどの学校行事が中止されている。
- 4月

始業式・入学式
対面式
淡路島宿泊研修(1)
クラス体験活動(6)
- 5月

授業参観・PTA総会
避難訓練
AED講習会(1)
中間考査
生徒総会
広島宿泊研修(2)
- 6月

幼児ふれあい体験学習(3)
水泳実習(1,2,3)
修学旅行(5)
- 7月

期末考査
球技大会
終業式
- 8月

うっちーな体験塾(1,2,3)
オープンキャンパス参加(4,5,6)
海外語学研修
始業式
- 9月

城ノ内祭（後述）
- 10月

中間考査
学校公開の日
- 11月

三味線授業(1,2,3)
校外体験活動(1)
職場体験(2)
生徒会役員選挙
- 12月

期末考査
球技大会
終業式
- 1月

始業式
予餞会
- 2月

阿波踊り講座(1,2,3)
合唱コンクール(1,2,3)
学年末考査
- 3月

終業式・卒業式
北海道宿泊研修(3)
総合学習発表会
人権教育映画会
- その他、適宜講演会、特別授業などが行われる。

### 学園祭
学園祭は、「城ノ内祭」と称し、前日祭、文化祭、体育祭が催される

## 生徒会活動・部活動など

### 生徒会本部
- 前期課程代議員会
  - 部活動連絡協議会
  - 各種委員会（生活、交通、人権、体育、文化、整美、給食、防災・ボランティア、保健、図書）
  - HR委員会
- 高等学校代議員会
  - 部活動連絡協議会
  - 各種委員会（生活、人権、体育、整美、防災、図書、保健、進路、校誌編集、アルバム[注釈 5]）
  - HR委員会

### 運動部
- 弓道部（中等前期生・高校生）
- 剣道部（中等前期生・高校生）
- 硬式野球部（高校生）
- 軟式野球部（中等前期生）
- サッカー部（中等前期生・高校生）
- 硬式テニス部（中等前期生・高校生）
- 登山部（高校生）
- バスケットボール部（中等前期生・高校生）
- バドミントン部（高校生）
- バレーボール部（高校生）
- フェンシング部（中等前期生・高校生）
- 陸上競技部（中等前期生・高校生）

### 文化部
- 囲碁・将棋部（中等前期生・高校生）
- 英会話部（中等前期生・高校生）
- 演劇部（中等前期生・高校生）
- 音楽部（高校生）[注釈 6]
- 吹奏楽部（中等前期生）
- 華道部（中等前期生・高校生）
- 茶道部（高校生）
- JRC部（高校生）
- 写真部（高校生）
- パソコン部（中等前期生・高校生）
- 書道部（中等前期生・高校生）
- 美術部（中等前期生・高校生）
- 文芸放送部（高校生）
- レベラーズ部（高校生）
- 技術部（中等前期生）
- 百人一首部（中等前期生・高校生）

### 部活動外競技
- 駅伝競走（中等前期生）[注釈 7]
- 卓球（高校生）

## 中等教育学校関係者と組織

### 中等教育学校関係者組織
- 前身校である城ノ内高等学校の同窓会は「城ノ内高等学校 光風同窓会」と称している

### 中等教育学校関係者一覧
以下、城ノ内高等学校の卒業生
- 吉川沙織 - 参議院議員（1995年3月卒業）[5]
- 関芳弘 - 衆議院議員（1984年3月卒業）[6]
- 荒瀬詩織 - 元フジテレビアナウンサー
- 豊永陽子 - 陸上競技選手、ヘルシンキ世界選手権女子砲丸投げ代表[7]
- 犬伏孝行 - マラソンランナー、元男子マラソン日本記録保持者、シドニー五輪代表[8]
- 佐々木義登 - 作家、四国大学教授